# Орехов, Иван Васильевич
Иван Васильевич Орехов (1925, Янкуль, Ставропольский край — 25 октября 1943, Криворожский район, Днепропетровская область) — пулемётчик 307-го гвардейского стрелкового полка (110-я гвардейская стрелковая дивизия, 37-я армия, Степной фронт), гвардии красноармеец. Герой Советского Союза (1944).

## Биография
Родился в 1925 году в селе Янкуль ныне Андроповского района Ставропольского края. Получил неполное среднее образование. До мобилизации работал в совхозе. 
В Красную Армию призван в сентябре 1943 года. С этого же времени на фронте. Служил пулемётчиком 307-го гвардейского стрелкового полка 110-й гвардейской стрелковой дивизии 37-й армии в составе Степного фронта. Войска вели наступление на полтавско-кременчугском направлении. При подходе к Днепру 37-я армия была выведена на передовую. 29-30 сентября с успехом форсировали реку и обосновались на участке Дериёвка-Куцеволовка. 
Особо отличился во время боёв за удержание и расширение плацдарма в районе села Куцеволовка Онуфриевского района Кировоградской области в период с 30 сентября по 15 октября 1943 года. Из ручного пулемёта он уничтожил 47 противников. 
25 октября 1943 года погиб в бою на подступах к Кривому Рогу.
Указом Президиума Верховного Совета СССР «О присвоении звания Героя Советского Союза генералам, офицерскому, сержантскому и рядовому составу Красной Армии» от 22 февраля 1944 года за «образцовое выполнение боевых заданий командования при форсировании реки Днепр, развитие боевых успехов на правом берегу реки и проявленные при этом отвагу и геройство» удостоен звания Героя Советского Союза.

## Память
В селе Новый Янкуль Андроповского района его именем названа одна из улиц. 